# اورلاندا لینچ
اورلاندا لینچ (انگلیسی: Orlanda Lynch؛ زادهٔ ۲۹ ژانویهٔ ۱۹۴۷) ورزشکار دو و میدانی زن در رشته پرتاب وزنه اهل سورینام است که در مسابقات قهرمانی دو و میدانی آمریکای مرکزی و کارائیب در مجموع برندهٔ ۱ مدال برنز شده‌است..